# Bikini Kill
Bikini Kill é uma banda norte-americana de punk rock formada em Olympia, Washington em outubro de 1990. O grupo contava com a vocalista e compositora Kathleen Hanna, o guitarrista Billy Karren, a baixista Kathi Wilcox e a baterista Tobi Vail. A banda é considerada a pioneira do movimento riot grrrl, e era notória por letras com conteúdo feminista e performances incendiárias. O gênero musical da banda é influenciado pelo hardcore. A banda se separou em 1997 depois de dois álbuns, vários EPs e duas compilações.
Embora, ocasionalmente, colaborassem com artistas de destaque como Nirvana e Joan Jett, o grupo era conhecido por evitar grandes gravadoras e a imprensa de rock mainstream.
Em janeiro de 2019, a banda anunciou reunião para shows nos Estados Unidos.

## História
A banda foi efetivamente formada por Kathleen Hanna, Tobi Vail e Kathi Wilcox no The Evergreen State College com o intuito de lançar um fanzine, também chamado Bikini Kill.
Para trazer mais vida à publicação, logo surgiu a ideia de formar uma banda, e para isso foi chamado o guitarrista Billy Boredom do antigo The Go Team para completar a formação. Em 1991 foi gravada a demo "Revolution Girl Style Now" e a banda entrou em turnê pelos Estados Unidos junto com o Nation of Ulysses e depois se estabeleceu em Washington DC onde gravou o seu primeiro EP, intitulado simplesmente Bikini Kill, com o produtor Ian MacKaye (do Fugazi).
Kathleen Hanna (a vocalista), uma ex-stripper, escreveu a maioria das canções da banda. Acabou se tornando bem conhecida entre as riot grrrls. Os shows do Bikini Kill muitas vezes tinham um clima de confronto. Os homens presentes no show eram "convidados" a se afastar do palco, enquanto as mulheres eram chamadas para frente onde recebiam zines e as letras das músicas, enquanto a banda destilava todo o seu peso. Kathleen era conhecida por tirar a camisa durante os shows e se apresentar com a palavra 'slut' escrita no abdome ou nas costas. Uma imagem como essa bate de frente com as normas comerciais da indústria da música, mas Kathleen Hanna e o Bikini Kill não estavam preocupados em vender a sua imagem da mesma forma em que elas pretendiam passar uma mensagem. A mensagem era clara, funcionando como a própria definição do riot grrrl, uma mensagem feminista de fortalecimento e crescimento num cenário dominado pelos homens. A música pode ser classificada como punk, mas a música do riot grrrl é feminista e direcionada às jovens, transmitindo autorrespeito e união e pregando o respeito a cada indivíduo.
No entanto, cabe observar que as mulheres estiveram envolvidas no punk desde o início. No final dos anos 70, o punk era uma ácida resposta a comercialização do rock. As mulheres eram ativas na cena, com presença nas bandas The Slits, Raincoats, Au Pairs, Girls at Our Best, Modettles, Delta 5, Shop Assistants e Liliputs. Mas essas bandas não ajudavam e divulgavam umas às outras, o que desperdiçava uma oportunidade de promoção do trabalho conjunto das bandas. No início dos anos 90, as garotas do riot grrrl retomaram a ideia do "faça você mesmo" do punk rock ao grunge e passaram a surgir várias bandas novas, onde o Bikini Kill fora fruto desse legado.

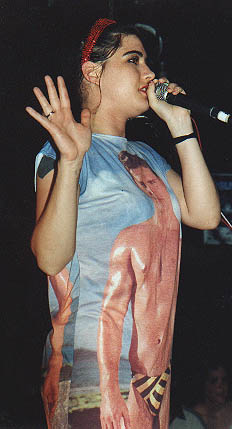
Kathleen Hanna se apresentando com Bikini Kill em Sydney, Austrália (1996)

Em 1992, a banda excursionou pela costa leste, voou até o Havaí para o Dia Internacional da Mulher, tocou vários shows em Washington DC, incluindo alguns shows beneficentes pró-escolha (organização que luta pela legalização do aborto), que coincidiram com uma grande marcha que ocorreu em Washington para lutar pela causa. A banda esteve ainda em Nova York, onde encontraram Joan Jett, que demonstrou interesse na banda.
Bikini Kill excursionou também pela Inglaterra, ao lado da banda Huggy Bear (uma espécie de representante britânica do riot grrrl). As duas bandas dividiram o single "Yeah, Yeah, Yeah / Our Troubled Youth", lançado pela Catcall na Inglaterra e pela gravadora Kill Rock Stars nos Estados Unidos. Nessa época, o riot grrrl ganhava uma visibilidade sem precedentes e era destaque de reportagens e artigos na mídia tanto na Inglaterra quanto nos EUA.
De volta aos EUA, a banda grava três músicas com Joan Jett e logo em seguida faz uma breve turnê pela Califórnia, que inclui alguns shows com com o Fugazi. Durante o restante de 1993, a banda permanece inativa, trabalhando em projetos paralelos. Aproveitando a parada, a Kill Rock Stars lança o disco "The C.D. Version of the Two First Records", compilando o primeiro EP, e o single inglês.
Em 1994, é lançado "Pussy Whipped", propriamente o primeiro álbum da banda.
Em seguida, o Bikini Kill compõe novas músicas e faz uma mais uma turnê americana ao lado das bandas the Peechees, Tourettes, Metamatics, Slant 6, Free Kitten, Emily's Sassy, Lime, FYP, Dos e Go-Go's.

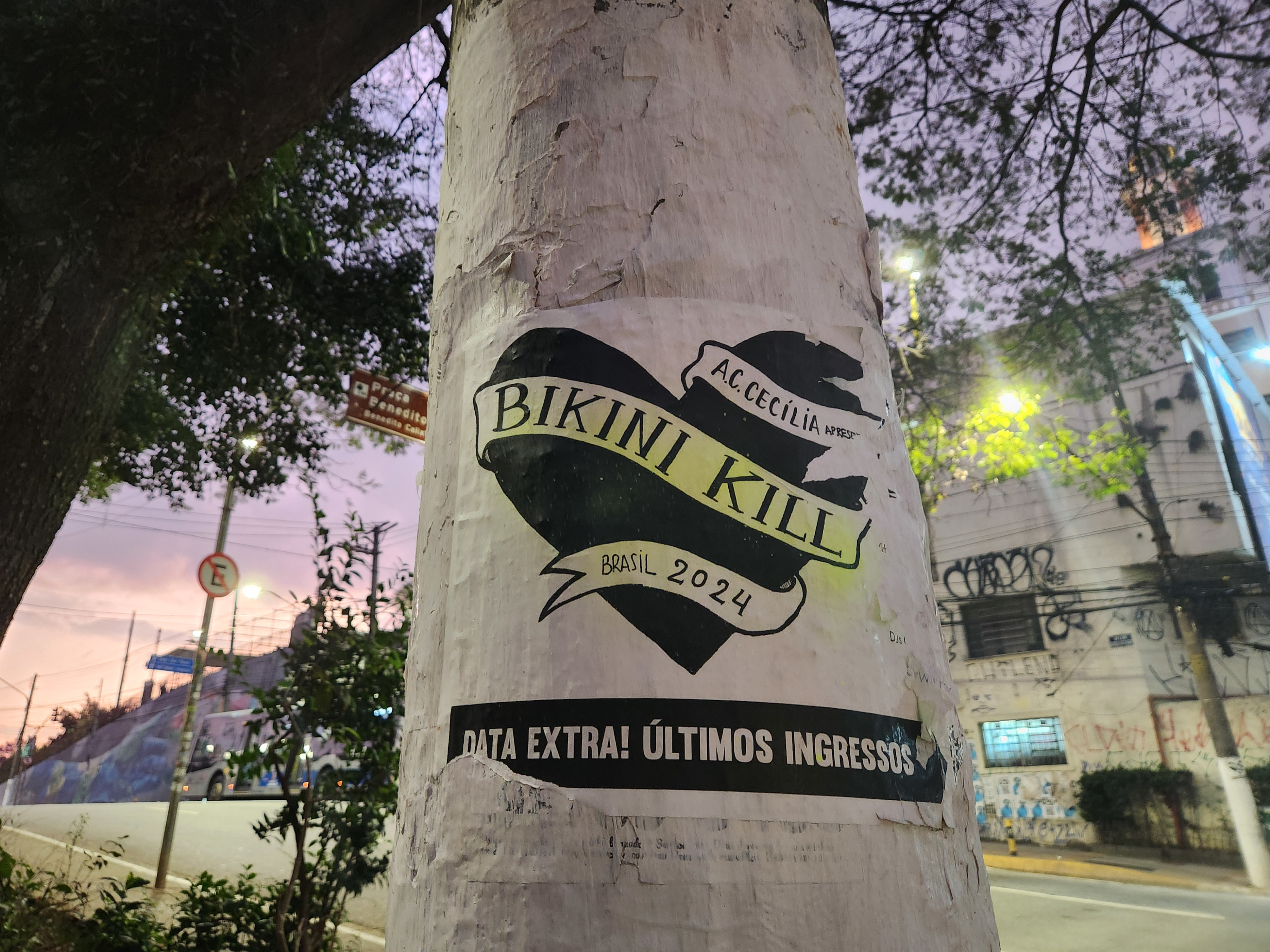
Lambe de divulgação do show da banda Bikini Kill em poste público da Praça Benedito Calixto, em São Paulo (2024)

No ano seguinte, após alguns shows abrindo para o Sonic Youth, a banda grava o álbum "Reject All American" em 10 dias com o produtor John Goodmanson, lançado pela Kill Rock Stars.
No fim de 1995, a banda embarca para um festival na Austrália, tocando 5 shows ao lado de nomes de peso como Beastie Boys, Sonic Youth, Foo Fighters, The Amps, Pavemente, Beck, Rancid e outros. Em seguida Bikini Kill faz a sua própria turnê australiana e, na volta a Olympia, toca dois shows no Hawaii.
Pouco depois do retorno a Olympia, a banda faz mais uma excursão pela costa leste americana e posteriormente uma turnê de sete semanas pela Europa.
Nesse período, em 1996, é lançado o segundo álbum, "Reject All American" que acaba restrito ao público fiel da banda, já que, ao contrário do que aconteceu na época do lançamento do primeiro disco, o riot grrrl já não despertava o interesse e a curiosidade da mídia.
Ao final da turnê europeia, a banda resolve permanecer inativa mais algum tempo, retornando na metade de 1997 para mais uma turnê na Austrália, seguido de alguns shows no Japão. Em Tóquio, Bikini Kill realiza o último show de sua história. A banda trabalhou em músicas novas no fim de 97, mas não chegou a gravá-las. Em abril de 1998 foi anunciado oficialmente o fim do Bikini Kill após uma carreira de 7 anos.
Todos os ex-integrantes do Bikini Kill continuram ativos na música. Billy Karren, Tobi Vail e Kathi Wilcox lançaram um CD com uma coletânea dos singles lançados pelo projeto paralelo The Frumpies que eles mantêm juntamente com a baterista Molly Neuman (da banda Bratmobile). Kathleen Hanna trabalhou com Joan Jett no disco Fetish de 1999. Também gravou um CD solo usando o nome Julie Ruin. Atualmente é vocalista da banda indie/feminista Le Tigre, que já lançou dois CDs e tem já um hit, "Deceptacon".
Em janeiro de 2019, o Bikini Kill anunciou uma reunião para shows em Nova York e Los Angeles. A formação na reunião traz Kathleen Hanna nos vocais, Tobi Vail na bateria e Kathi Wilcox no baixo. Completa a formação a guitarrista Erica Dawn Lyle.

## Discografia

### Álbuns
- Revolution Girl Style Now!, cassete independente (1991)
- Bikini Kill, EP pela Kill Rock Stars (1991)
- Yeah Yeah Yeah Yeah, álbum dividido com a banda Huggy Bear e lançado no Reino Unido pela Catcall Records e nos Estados Unidos, pela Kill Rock Stars in the US (1993)
- The C.D. Version of the First Two Records (1993)
- Pussy Whipped pela Kill Rock Stars (1994)
- Reject All American pela Kill Rock Stars (1996)

### Singles
- New Radio/Rebel Girl, single pela Kill Rock Stars (1993)
- The Anti-Pleasure Dissertation, single pela Kill Rock Stars (1994)
- I Like Fucking/I Hate Danger, single pela Kill Rock Stars (1995)

### Coletâneas
- Kill Rock Stars, pela Kill Rock Stars (1991)
- Throw: The YoYo Studio Compilation, pela YoYo Records (1991)
- "Daddy's Li'l Girl", incluída em Give Me Back da Ebullition Records (1991)
- "Suck My Left One", incluída em There's A Dyke In The Pit pela  Outpunk Records (1992)
- Bikini Kill: The Singles (1998)